# Molino de Puig d’en Valls

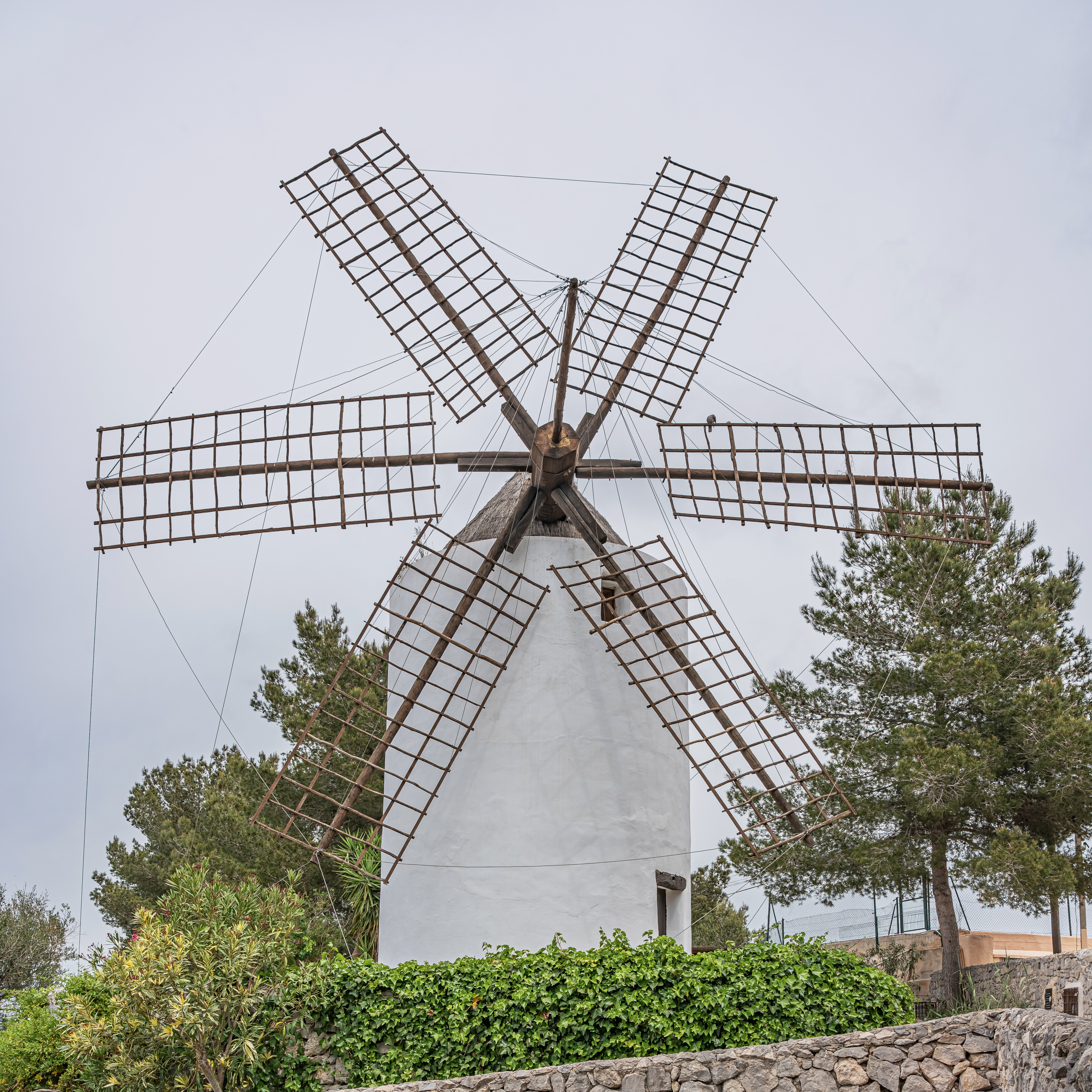
Molino de Puig d’en Valls

Molino de Puig d’en Valls ist eine historische Getreidemühle auf der Insel Ibiza. Die Mühle von Puig d’en Valls wird in verschieden historischen Dokumenten der Stadt Santa Eulària des Riu bereits im Jahr 1791 erwähnt (spanische Bezeichnung: Typo Molino Harinero – Torre Ancha) – Windmühle mit Rundturm, errichtet aus Marès-Kalkstein und Feldsteinen. Die Mühle war in Privatbesitz und bis 1940 in Betrieb.
Nach dem Kauf durch den Consell Insular d’Eivissa wurde der komplette Mühlenbau restauriert, das komplette Mahlwerk überholt und das Windrad mit den Flügeln wurde ersetzt. Es ist derzeit das einzige Beispiel auf der Insel Ibiza, wo man die Arbeitsweise und Mechanik einer dieser alten Getreidemühlen, die die Landschaft der Insel zwischen dem 16. und 20. Jahrhundert charakterisierten, sehen kann.
Es ist möglich, die Mühle zu besichtigen. Die Instandhaltung und Reinigung des angrenzenden Gartens von Puig den Valls, wird in der Verordnung des Inselrates unter BOIB Nr. 78 vom 27. Mai 2010 geregelt.